# 산란원반

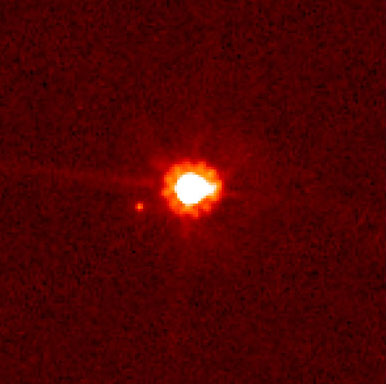
가장 큰 산란원반 천체인 에리스와 위성 디스노미아

산란원반(散亂圓盤, scattered disc 또는 scattered disk)은 얼음질 태양계 소천체로 이루어진 태양계의 별주위원반으로, 산란원반 천체(scattered-disc object, SDO)는 해왕성 바깥 천체로 분류되며, 근일점 거리가 30 AU 이상이며, 궤도 이심률이나 경사가 각각 0.8, 40° 정도로 큰 경우도 있다. 이러한 극단적인 궤도는 목성형 행성의 섭동으로 인하여 천체들이 "산란되어" 형성된 것으로 여겨진다.
가까운 산란원반 천체의 근일점은 30 ~ 35 AU지만, 원일점은 100 AU 이상이 될 수도 있어, 태양계 천체 중 가장 멀고 차가운 편에 속한다. 산란원반의 안쪽 경계는 흔히 카이퍼대라고 부르는 도넛 모양 지역과 겹치며, 바깥쪽 경계는 카이퍼대보다 황도면 위아래로 더 퍼져 있다.
산란원반의 역학적 불안정성을 근거로, 현재 천문학계는 산란원반과 센타우루스군을 주기 혜성 대부분의 기원으로, 목성형 행성의 섭동이 누적되어 이 지역의 천체가 태양 쪽으로 움직여 주기 혜성이 된다고 여겨지고 있다. 오르트 구름에 속한다고 추정되는 천체 다수는 산란원반 기원으로 추정된다. 분리천체 또한 산란원반 천체와 엄격한 구분 기준이 있지 않으며, 90377 세드나 같은 천체도 경우에 따라서는 산란원반으로 보는 경우가 있다.

## 발견
전통적으로 천체를 찾기 위해서는 사진 필름을 이용해 사진을 촬영한 다음 반짝 비교정으로 배경별에 대해 움직이는 점을 찾는 방법이 사용되었다. 1980년대에는 망원경에 전하결합소자(CCD)를 사용한 경우가 많아짐에 따라, 사진을 디지털화하여 디지털 이미지로 변환하는 것이 가능해졌는데, 사진 필름이 들어오는 빛을 10%가량 흡수하는 데 비해 CCD는 90%가량 흡수하여 감도가 좋아졌고, 움직이는 점을 찾는 작업이 컴퓨터에서 편히 이루어질 수 있게 되어, 천체 탐색의 효율이 급증하여 새 천체 발견 수가 급격히 늘어났다. 1992 ~ 2006년 사이에 해왕성 바깥 천체 천 개 이상이 발견되었다.
산란원반 천체로서 발견된 천체는 1996 TL66로, 1996년 발견되었다. 1999년 세 천체, 1999 CV118, 1999 CY118, 1999 CF119가 추가로 발견되었다. 산란원반 천체로 분류된 천체 중 가장 먼저 발견된 천체는 1995 TL8로, 1995년 Spacewatch에서 발견하였다.
2011년 현재 산란원반 천체는 200개가 넘으며, 대표적으로는 그쿤홈디마, 2002 TC302, 에리스, 세드나 2004 VN112가 있다. 카이퍼대와 산란원반에 속한 천체는 이론적으로 비슷할 것으로 예측되나, 산란원반이 더 멀리 있기 때문에 관측된 수가 카이퍼대에 비해 훨씬 적다.

## 해왕성 바깥 천체의 하위 분류

산란원반 천체를 궤도 이심률과 경사에 대해 고전적 카이퍼대 천체 및 5:2 공명 카이퍼대 천체와 비교한 그림.

해왕성 바깥 천체는 크게 카이퍼대와 산란원반으로 나눈다. 세 번째 분류인 오르트 구름은 이론상 제기되긴 하였지만 직접 관측은 이루어진 적이 없다. 연구자 일부는 산란원반과 오르트 구름 내부의 과도기적 분류로 분리천체를 사용한다.

### 카이퍼대와의 비교
카이퍼대는 30 ~ 50 AU 지점의, 비교적 두꺼운 토러스("도넛") 모양 영역으로, 소속된 천체는 크게 해왕성이 영향을 미치지 않는 고전적 카이퍼대 천체(큐비원족)와 해왕성과 궤도 공명이 일어나는 공명 카이퍼대 천체로 나눈다. 특히, 2:3 공명이 일어나는 천체는 가장 큰 천체인 명왕성을 따 명왕성족이라 부른다.
카이퍼대와 달리 산란원반은 해왕성에 의한 섭동이 일어난다. 산란원반 천체는 근일점 부근(~30 AU)에서 해왕성의 영향을 받지만 원일점은 이보다 몇 배 떨어져 있어, 현재 진행 중인 연구에 따르면 목성과 해왕성 사이 소행성체인 센타우루스군이 단순히 해왕성의 영향으로 산란원반 천체가 해왕성 안쪽으로 옮겨간 것으로 보인다. 1999 TD10처럼 둘 사이에 걸쳐 있는 천체도 있다.
공식적으로 해왕성 바깥 천체를 기록하는 소행성체 센터는 센타우루스군과 산란원반 천체를 함께 기록하고 있는데, 카이퍼대와 산란원반 간 궤도의 안정성을 기준으로 엄격하게 카이퍼대와 산란원반을 구분하고 있다. 하지만 카이퍼대와 산란원반 사이의 경계는 엄격하지 않으며, 천문학자 다수는 산란원반을 카이퍼대의 바깥 부분으로 보기도 한다. 이 관점에서는 산란원반 천체를 산란 카이퍼대 천체(scattered Kuiper-belt object, SKBO)로 칭한다.
모비델리와 브라운은 카이퍼대와 산란원반 천체 사이의 차이를, 산란원반 천체는 "해왕성과의 접근으로 인해 궤도 긴반지름이 변화하는" 천체로 보았는데, 이 관점은 천체가 해왕성과 궤도 공명으로 잡혀 있더라도 산란이 되었다가 아니었다가 하는, "왔다 갔다 하는" 시기가 있어 천체가 카이퍼대와 산란원반을 넘나들 수 있기 때문으로, 태양계의 나이가 오래 될수록 부적절해지는 단점이 있다. 이에 모비델리와 브라운은 개별적인 천체 대신 영역으로서 카이퍼대와 산란원반을 정의했는데, 산란원반을 해왕성의 힐 권 내부로 진입하는 천체가 닿을 수 있는 지역으로, 카이퍼대를 궤도 긴반지름이 30 AU 이상인 천체가 존재하는 지역으로 정의했다.

### 분리천체
소행성체 센터에서는 90377 세드나를 산란원반 천체로 분류하는데, 발견자 마이클 E. 브라운은 근일점 거리가 76 AU나 되는 만큼 기체 행성의 중력적 영향을 받지 못하므로, 산란원반보다는 내부 오르트 구름 천체로 분류하자고 주장하였다. 이 주장에 따르면, 근일점이 40 AU 이상이면 산란원반 바깥의 천체로 볼 수 있다.
세드나 이외에 (148209) 2000 CR105나 2004 VN112도 해왕성의 영향을 받기에 너무 멀리 있기 때문에, 논의를 통해 새 소행성체 부류인 확장 산란원반 천체(E-SDO)가 생겨났다. (148209) 2000 CR105는 내부 오르트 구름 천체나, 산란원반과 내부 오르트 구름의 경계에 있는 천체로 여기기도 한다. 최근에는 이러한 천체를 태양계 안쪽과 "분리"되었다는 뜻에서 분리천체나, 원거리 분리천체(DDO)로 부르기도 한다.
산란원반과 분리천체 지역 사이의 경계는 명확히 정해지지 않았다. 일부에서는 산란원반 천체를 "이심률이 크고, 근일점이 해왕성 바깥이며, 궤도 긴반지름이 1:2 궤도 공명 지점보다 바깥"으로 정의하는데, 이에 따르면 모든 분리천체는 산란원반 천체가 된다. 분리천체의 궤도는 해왕성의 영향으로 만들어진 것이 아니므로, 다른 가능성이 제기되고 있는데, 대표적으로는 지나가는 별의 영향이라는 설이나 바깥쪽의 행성 크기 천체의 영향이라는 설이 있으며, 옆을 지나가던 별에서 포획된 것이라는 이론도 있다.
2005년 심원황도탐사에서는 산란 근방 천체(일반적인 산란원반 천체)와 산란 확장 천체(분리천체)라는 용어를 제안하였는데, 구체적으로 산란 근방 천체는 공명이 없고, 행성 궤도를 횡단하지 않으며, 해왕성에 대한 티세랑 변수가 3 이하인 천체로 정의하였다. 반대로, 산란 확장 천체는 티세랑 변수가 3 이상이고, 평균 궤도 이심률이 0.2 이상인 천체로 정의하였다.
2007년 브레트 글래드맨과 브라이언 마스덴이 제안한 분류 방법에서는 티세랑 변수 대신 1000만 년 간 일어나는 궤도 통합을 기준으로 하였다. 천체는 공명이 일어나지 않고, 궤도 긴반지름이 2000 AU 이하이며, 궤도 통합이 일어나는 도중 긴반지름이 1.5 AU 이상 이동하면 산란원반 천체로 분류한다. 산란원반이라는 용어 또한 "산란하는 원반의 천체"(scattering disk object)로, 현재 진행형임을 강조하였다. 만약 위의 정의에 따라 천체가 산란원반에 속하지 않지만 이심률이 0.240 이상이면 분리 해왕성 바깥 천체(detached TNO)로, 이심률이 그 아래이면 고전적 카이퍼대 천체로 정의한다. 이 정의에 따르면 산란원반은 2000 AU까지 이어지며, 그 이후부터는 내부 오르트 구름에 속한다.

## 궤도

가로축을 궤도 긴반지름, 세로축을 궤도 경사로 하여 나타낸 해왕성 바깥 천체의 분포. 산란원반 천체는 회색, 해왕성과 공명이 일어나는 천체는 빨간색, 고전적 카이퍼대 천체는 파란색, 세드나족은 노란색으로 나타나 있다.

산란원반은 역학적으로 매우 활발한 지역이다. 산란원반 천체는 아직 해왕성의 섭동을 받을 수 있기 때문에, 바깥쪽으로 보내져 오르트 구름으로 가거나 안쪽으로 끌어당겨져 센타우루스군이나 목성족 혜성이 될 수 있다. 이것이 일부에서 산란원반을 "산란하는 원반"으로 부르는 까닭이다. 카이퍼대 천체와 달리 산란원반 천체의 궤도는 황도면에서 40°까지 떨어져 있기도 하다.
산란원반 천체는 통상 궤도 긴반지름이 50 AU 이상이고 궤도 경사와 이심률이 높으며 근일점이 해왕성의 영향을 받을 만큼 낮은 천체로 분류한다. 해왕성이 영향을 끼칠 수 있는 범위는 통상 30 AU까지로 본다.
고전적 카이퍼대 천체(큐비원족)는 산란원반 천체와 많은 차이가 난다. 큐비원족의 30%가량은 궤도 경사가 거의 0인 원 궤도를 돌며, 이심률도 0.25가 평균이다. 큐비원족의 이심률 분포는 0.2 ~ 0.8이다. 산란원반 천체의 궤도 경사는 극단적인 카이퍼대 천체와 비슷하지만, 카이퍼대 천체처럼 황도면에 궤도가 가깝지는 않다.
산란원반 천체의 이동 방향은 무작위이지만, 일정한 방향성은 가지고 있어, 해왕성과 임시로 공명을 이루기도 한다. 산란원반 천체가 이룰 수 있는 공명으로는 1:3, 2:7, 3:11, 5:22, 4:79 등이 있다.

## 형성

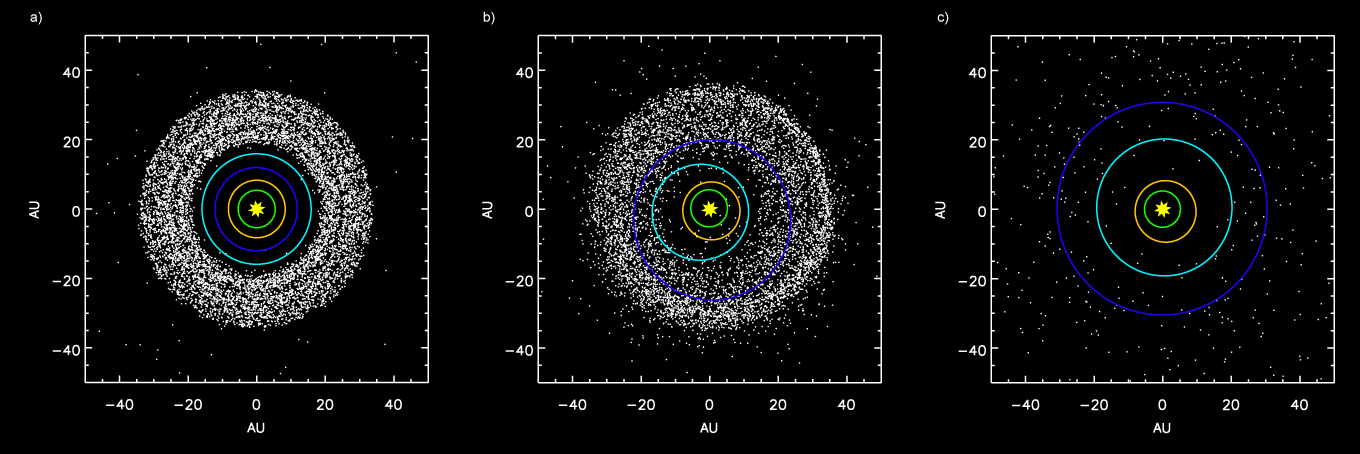
외행성과 미행성대를 보여주는 시뮬레이션으로, a) 목성과 토성이 2:1 공명에 이르기 전의 설정, b) 해왕성(짙은 파랑)과 천왕성(옅은 파랑)의 궤도 이동 이후 내태양계에서의 미행성 산란, c) 행성에 의한 미행성의 방출 이후를 보여주고 있다.

산란원반의 형성 과정은 아직 불명이며, 카이퍼대의 형성 이론 중 어떠한 것도 현재 산란원반의 모습을 제대로 설명하지 못한다.
현대 이론에서는 카이퍼대 천체가 해왕성과 다른 목성형 행성과 중력적 상호작용을 겪으며 궤도 이심률과 경사가 더 큰 궤도로 "산란"되며 형성되었다고 본다. 산란이 일어나는 기간은 불확실한데, 일부에서는 태양계의 나이와 같다고 보며, 또 일부에서는 해왕성이 초기에 이동한 기간에 빠르게 일어났다고 본다.
태양계의 지속적인 형성을 다루는 모형에서는 5:7이나 8:1 등 약한 공명이나, 강한 공명 지역 가변부의 천체는 수백만 년 정도 시간이 흐르면 궤도가 불안정해진다는 결과가 산출되었는데, 카이퍼대 천체가 목성형 행성의 영향이나 충돌 등으로 불안정한 궤도에 들어가면 옆 궤도로 퍼져, 점진적으로 산란원반이 형성된다. 컴퓨터 모형에서는 산란원반이 더 급격하게 형성되는 방법으로, 천왕성이나 해왕성의 현재 위치에는 물질이 너무 적기 때문에 두 행성이 토성 안쪽에서 형성된 다음 바깥쪽으로 움직였다면, 행성과 소행성체 간 각운동량 교환이 일어났을 가능성을 제기하였다. 목성과 토성이 2:1 궤도 공명이 일어나게 되면 그 영향으로 해왕성이 원시 카이퍼대 속으로 진입해, 해왕성이 움직임에 따라 소행성체 다수가 이심률과 경사가 더 큰 궤도로 튕겨나가게 되었다는 것이다. 이 모형에서는 산란원반의 천체 90%가량이 해왕성이 이동하던 시기 궤도 공명으로 현재의 이심률이 큰 궤도로 옮겨갔을 것으로, 예상보다 산란원반이 덜 산란되어 있을 가능성을 제기하고 있다.

## 구성

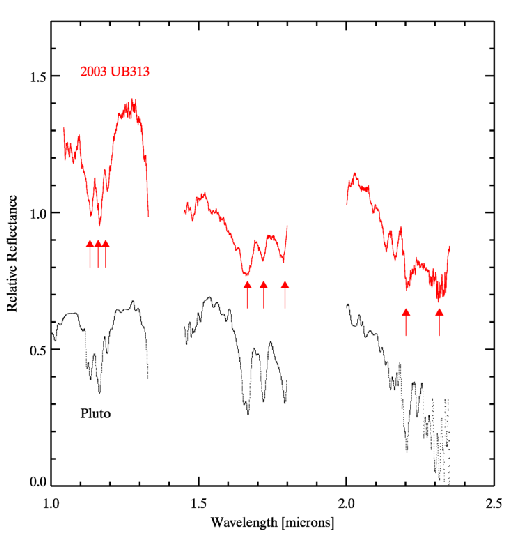
명왕성과 에리스의 적외선 스펙트럼으로, 공통적으로 메테인 흡수선이 있다.

산란원반 천체는 다른 해왕성 바깥 천체처럼 밀도가 낮고 대부분 물이나 메테인 등 휘발성 물질이 얼어붙은 형태로 이루어져 있다. 카이퍼대와 산란원반 천체를 분광 분석한 결과 서로 구성 성분이 유사함이 밝혀졌다. 예를 들어, 명왕성과 에리스는 모두 메테인 흡수선이 나타난다.
처음 천문학계에서는 해왕성 바깥 천체는 모두 같은 지역에서 형성되어 비슷한 물리적 진화를 거치리라 예상하였다. 따라서, 표면의 메테인이 톨린으로 변질되어 파란빛을 흡수하는 과정이 동일하게 일어나 표면이 모두 비슷하게 빨간색일 것으로 예상하였다. 하지만, 고전적 카이퍼대 천체 다수는 빨간빛을 보이나, 산란원반 천체는 회색이나 하얀색을 띈다.
색 차이를 설명하기 위해 제기된 가설로는, 충돌에 의해 표면 밑의 하얀색 층이 노출된다는 것과, 지구형과 목성형 행성에서 보이는 차이처럼 태양과 거리가 달라 구성 성분이 달라진다는 것이 있다. 에리스의 발견자인 마이클 E. 브라운은 에리스의 색이 더 옅은 이유는 에리스와 태양 사이의 거리가 멀어 메테인 대기가 얼어붙어 표면에 깔려, 밝은 얼음층이 형성되기 때문이라는 설을 제기하며, 명왕성은 온도가 높아 메테인이 더 차가운 지역에서만 얼어 반사율이 높은 지형을 만들고, 메테인이 얼지 못하는 지역은 반사율이 낮은 톨린 지역이 된다고 하였다.

## 혜성

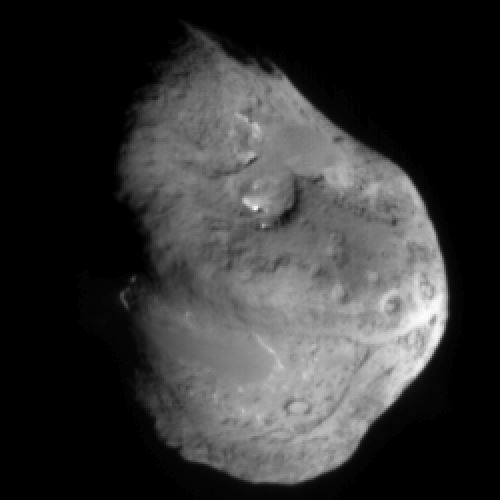
목성족 혜성인 템펠 1 혜성.

당초 황도면과 궤도면이 거의 일치하는 혜성의 발상지를 카이퍼대로 추정했지만, 1992년 이후 본격적인 연구가 진행됨에 따라 카이퍼대 천체의 궤도는 혜성이 생기기에 너무 안정되어 있어, 궤도가 불안정한 산란원반에서 유래할 것으로 추정이 바뀌었다.
혜성은 크게 단주기와 장주기 혜성으로 나누는데, 장주기 혜성은 오르트 구름에서 오는 것으로 여겨진다. 단주기 혜성은 목성족 혜성과 핼리형 혜성으로 나누는데, 핼리형 혜성은 핼리 혜성처럼 오르트 구름 기원이나 목성형 행성의 섭동으로 궤도가 태양계 안쪽으로 들어온 경우이며, 목성족 혜성의 기원은 산란원반으로 여겨지며, 센타우루스군은 산란원반과 목성족 혜성 사이 단계로 추정된다.
목성족 혜성이 산란원반에서 유래했을 것이라 추정되는 것과 상반되게, 산란원반 천체와 목성족 혜성 간에는 많은 차이가 있다. 또한 센타우루스군도 색이 붉거나 회색질로 산란원반 천체와 유사하지만, 혜성 핵은 더 푸른빛을 띄어, 둘 사이에 화학적 조성 차이가 있음을 보이고 있다. 이를 설명하기 위해 천체가 태양에 접근하며 새 물질로 표면이 덮인다는 가설이 제기되어 있다.

## 같이 보기
- 소행성대
- 센타우루스군
- 카이퍼대
- 분리천체